# Tuzoia guntheri
Tuzoia guntheri ist eine ausgestorbene Art aus der Gattung Tuzoia mit unsicherer Stellung innerhalb der Gliederfüßer (Arthropoda).

## Merkmale
Tuzoia guntheri hatte einen eiförmigen Umriss (Verhältnis Länge zu Höhe etwa 1,35 im Holotyp) und eine Panzerlänge von maximal 80 mm. Der obere Rand war gerade bis leicht konvex und hatte 2 Stachel, einen langen und einen fast senkrecht stehenden kleineren, welche sich im vorderen Drittel befanden. Das vordere Rostrum war gerade nach vorne gerichtet. Die Sehkerbe war überhängend. Das hintere Rostrum war kleiner, nach oben und hinten gerichtet. Ein langer und schlanker mittig und ein kurzer zur Bauchseite hin gelegener Stachel am hinteren Rand war vorhanden sowie zwei weitere Dornen. Die netzartige Struktur der Oberfläche zog sich über den gesamten Panzer.

## Fundorte
Die Art wurde in der Marjum-Formation in Utah und in der Pioche-Formation in Nevada gefunden.

## Systematik
Die Art wurde 1981 von R. A. Robison und B. C. Richards erstbeschrieben.